# Celina Degen
Celina Degen (Graz, 16 de mayo de 2001) es una futbolista austriaca. Juega como centrocampista en el 1. FC Colonia de la Bundesliga Femenina de Alemania. Es internacional con la selección de Austria.

## Trayectoria
Celina Degen comenzó su carrera en 2006 en el FV Fernitz, en 2011 se trasladó al SV Gössendorf y en 2015 al Sturm Graz, donde se convirtió en capitana del equipo en 2018. Tras cinco años, en los que le habían negado 81 partidos,  en verano de 2020 fichó por el TSG 1899 Hoffenheim alemán. Después de graduarse de la escuela secundaria y hacer el servicio voluntario federal en el centro de apoyo para el fútbol femenino en St. Leon-Rot, comenzó a estudiar psicología en la Universidad de Heidelberg.
En mayo de 2022, se unió a las filas del FC Colonia de cara a la edición 2022-23 de la Bundesliga Femenina.

## Selección nacional

### Categorías menores
Degen transitó por las categorías inferiores de la selección austríaca, incluidas la sub-16, sub-17 y sub-19. Comenzó a ser convocada por la selección austríaca en 2016, representando tanto a la sub-16 como la sub-17 ese año, debutando con esta última el 26 de febrero en un amistoso 2-2 ante Finlandia. Un mes después hizo presencia en la segunda fase de clasificación para la Europeo Sub-17 de 2016, sin que su selección pudiera acceder a la fase final. Tiempo después es convocada para las eliminatorias de la Eurocopa Sub-17 de 2017 y 2018, en ambos quedándose las austríacas sin su boleto a la fase final. Degen registró un total de 9 goles en 23 partidos con la sub-17.
En 2018 recibe su primera llamada a la sub-19, debutando en un amistoso del 8 de junio contra República Checa. Posteriormente disputó las eliminatorias de la Eurocopa Sub-19 de 2019, perdiéndose la fase final, y de la Eurocopa Sub-19 de 2020, torneo suspendido y luego cancelado definitivamente debido a la pandemia del COVID-19. Con la sub-19, entre torneos oficiales de la UEFA y amistosos, acumuló 15 partidos en los que anotó 2 goles.

### Selección mayor
Debutó en la selección absoluta de Austria el 30 de noviembre de 2021 en el marco de la clasificación para el Mundial de 2023, en una victoria por 8-0 sobre Luxemburgo, ingresando como suplente en el minuto 81. En este mismo torneo marcó su primer gol en la selección mayor el 12 de abril de 2022 en un encuentro contra Letonia que también terminó con una contundente victoria por 8-0.
En junio de 2022 fue convocada para disputar la Eurocopa 2022.

## Estadísticas

### Clubes
| Club            | País     | Año             |
| --------------- | -------- | --------------- |
| SK Sturm Graz   | Austria  | 2015 - 2020     |
| 1899 Hoffenheim | Alemania | 2020 - 2022     |
| 1. FC Colonia   | Alemania | 2022 - presente |